# Pertljägerhäusl

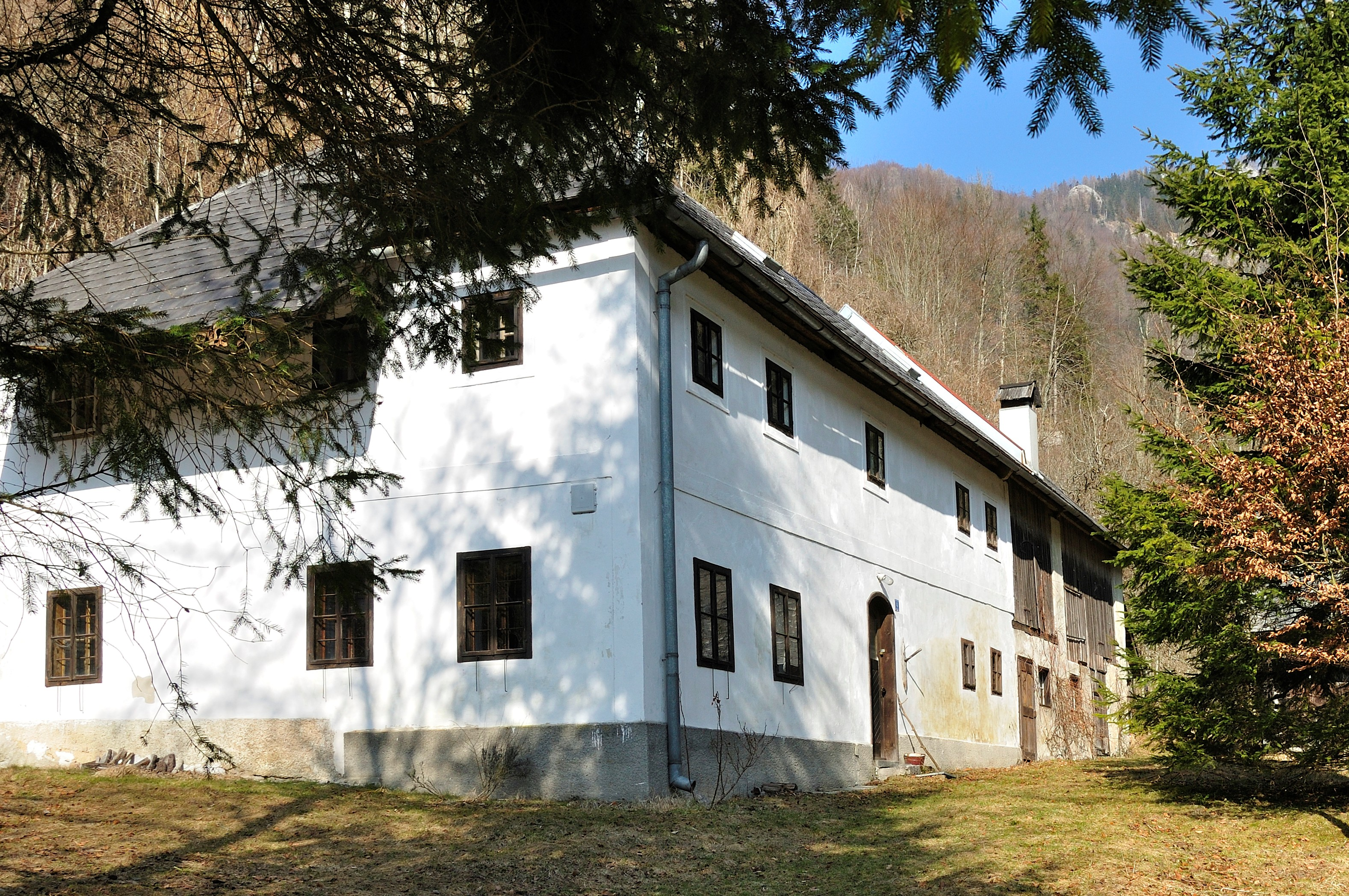
Das Forsthaus Pertljägerhäusl im Pertlgraben

Das Pertljägerhäusl in der Katastralgemeinde Ramsau der Marktgemeinde Molln in Oberösterreich besitzt die Adresse Pertlgraben Nr. 4 (früher Ramsau bei Steinbach Nr. 3) und steht unter Denkmalschutz (Listeneintrag).

## Lage
Das Jagdhaus liegt im Pertlgraben, etwa 400 Meter vom rechten Ufer der Steyr entfernt, am südlichen Fuße des Dorfer Berges (Gipfelhöhe 984 m ü. A.).

## Geschichte
1787 gehörte das Haus einem gewissen Joseph Stöttenbaur. Im Franziszeischen Kataster (19. Jh.) wird das Gebäude als „Jägerhaus des Karl Eugen Fürst Lamberg“ bezeichnet. Das Gebäude dürfte sein heutiges Aussehen Ende des 19. Jahrhunderts oder Anfang des 20. Jahrhunderts erhalten haben.
Eigentümer des Hauses sind die Österreichischen Bundesforste.

## Beschreibung
Das zweigeschoßige Gebäude mit Schopfdach verfügt traufseitig über fünf Fensterachsen. Die Fassade wird durch das horizontal laufende Faschenband und die Fensterfaschen aufgelockert.